# 白豆杉
白豆杉（学名：Pseudotaxus chienii）为白豆杉属下的唯一一个物种，屬松柏目红豆杉科，为常绿灌木或小乔木植物，分布于中国浙江、江西、湖南、广东、广西。

## 外部連結
- 維基物種上的相關：白豆杉